# Borba (jornal)
Borba (Борба) é um jornal sérvio, anteriormente o jornal oficial do Partido Comunista da Iugoslávia (KPJ) até 1954 e da Frente Popular da Iugoslávia até sua dissolução. Seu nome é a palavra servo-croata para "luta" ou "combate". 

## História

### Primórdios e censura
A primeira edição do Borba foi publicada pela primeira vez em Zagreb em 19 de fevereiro de 1922, Đuro Cvijić e Kamil Horvatin tornaram-se os editores do jornal em sua fundação.  Como o jornal oficial do Partido Comunista Iugoslavo (KPJ),  uma organização política banida desde dezembro de 1920 que, no entanto, operava clandestinamente no Reino dos Sérvios, Croatas e Eslovenos e posteriormente no Reino da Iugoslávia. A partir de 1924, o editor de Borba era Vladimir Ćopić, que logo foi preso por seus artigos contra o governo. Funcionando como peça de propaganda do banido Partido Comunista Iugoslavo, o jornal desempenhou um papel importante na divulgação de informações entre os membros do partido, ativistas e simpatizantes.
Em 13 de janeiro de 1929, uma semana após a proclamação da ditadura do rei Alexandre em 6 de janeiro, o Borba foi banido.

### Segunda Guerra Mundial
Durante a Segunda Guerra Mundial, Borba foi publicado na República de Užice. Após a libertação pelos guerrilheiros na Segunda Guerra Mundial, sua publicação mudou-se para Belgrado.

### Pós-guerra

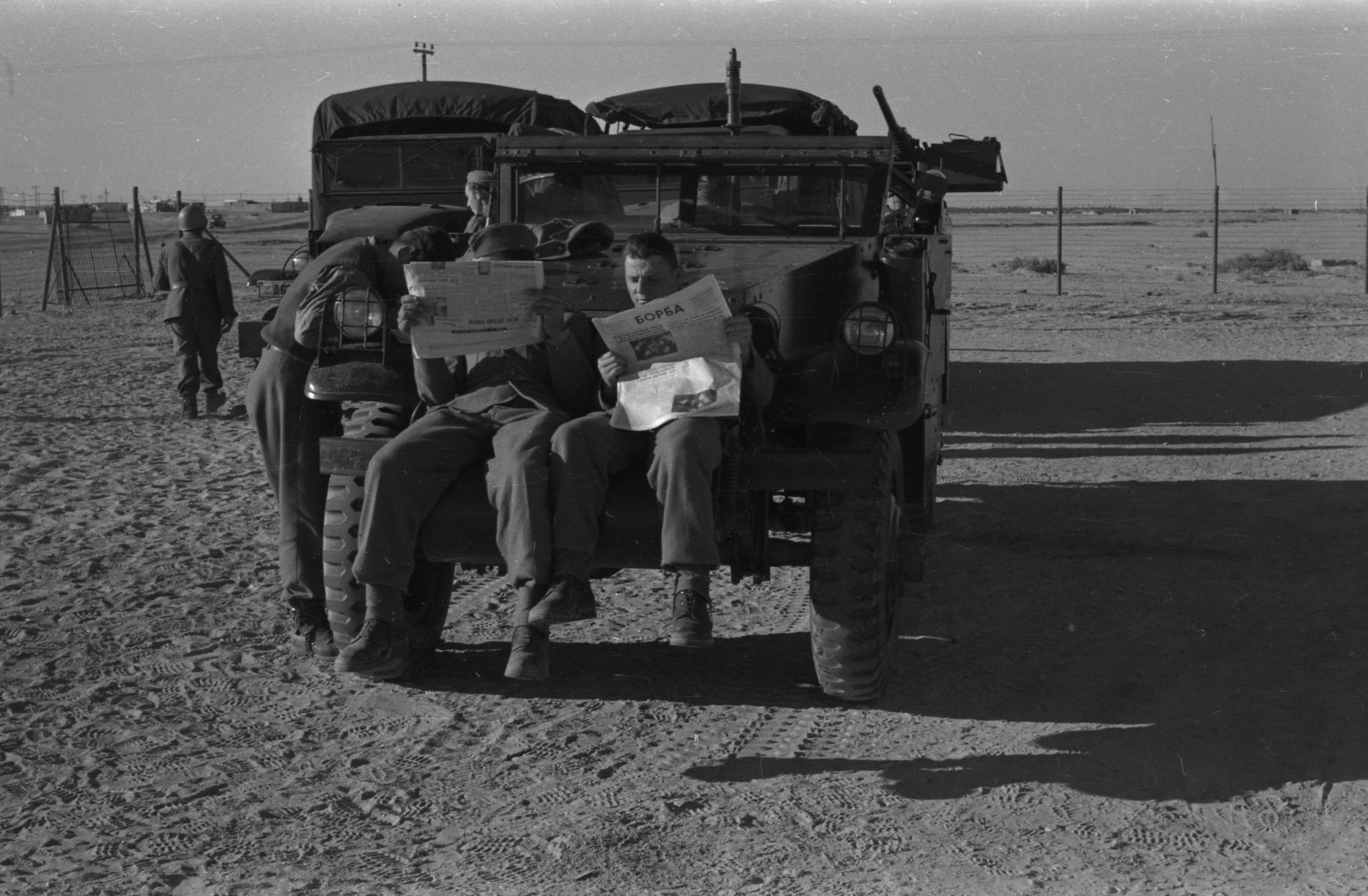
Soldado daForça de Emergência das Nações Unidas lendo "Borba" durante a Crise de Suez.

De 1948 a 1987, o jornal também foi publicado simultaneamente em Zagreb. Por muito tempo, Borba alternou páginas em alfabeto cirílico sérvio e alfabeto latino de Gaj na mesma edição.

### Mudanças na política editorial, guerras iugoslavas e mudanças de propriedade
Em julho de 1986, Stanislav Staša Marinković tornou-se editor-chefe do Borba e, logo depois, começou a renomear o anacrônico jornal do governo comunista para um dos jornais diários mais liberais da Iugoslávia. Após a morte de Marinković em 1989, Manojlo Vukotić manteve a mesma política, portanto, no início das Guerras Iugoslavas, os jornalistas de Borba adotaram uma postura anti-guerra e, em 1992 e 1993, Borba se tornou um dos redutos mais importantes dos oponentes de Slobodan Milošević políticas de guerra. Em 1993, após um conflito interno, Vukotić é substituído por Slavko Ćuruvija, e em 1994, o governo assumiu Borba durante a noite, trocando a redação, e 120 funcionários de Borba deixaram a revista, que, a partir de então, tornou-se proponente do regime de Milošević sob o novo editor Dragutin Brčin. No entanto, o núcleo de jornalistas de Borba continuou publicando diferentes publicações anti-Milošević - logo após a tomada do governo em 1994, um grupo de ex-jornalistas de Borba começou a publicar Naša borba. Em 1997, a maioria dos jornalistas de Naša borba fundou o Danas, que ainda hoje é publicado. Em 1996, o ex-editor do Borba, Manojlo Vukotić, iniciou o Blic, que também é publicado até hoje, e no mesmo ano Slavko Ćuruvija começou a publicar o Dnevni telegraf, que foi publicado até o assassinato de Ćuruvija em março de 1999.
Enquanto isso, a reputação de Borba deteriorou-se rapidamente sob Brčin, e o jornal perdeu quase todos os leitores em poucos anos. Após a derrubada de Slobodan Milošević em 2000, Borba teve que enfrentar uma transformação completa. Em 2002, a Borba e sua rede de distribuição foram compradas pelo empresário sérvio Stanko "Cane" Subotić, que comprou as ações do governo no jornal. No entanto, sob Subotić, o diário Borba mal sobreviveu, imprimindo não mais do que várias centenas de cópias por dia, enquanto, de acordo com os registros comerciais, a receita mensal da empresa nunca ultrapassou € 30.000. 

### Reformulação e cessação da publicação
O Borba reformulado foi anunciado em dezembro de 2008, com Ivan Radovanović apresentado como o novo proprietário do jornal, depois de comprá-lo do fugitivo empresário sérvio Stanko "Cane" Subotić.  Antes de aparecer a primeira edição do jornal redesenhado, o vice-primeiro-ministro sérvio Mlađan Dinkić acusou Subotić de ainda ser o verdadeiro dono de Borba, com Radovanović servindo apenas como homem de frente. 
Embora anunciada para dezembro, a primeira edição redesenhada acabou aparecendo nas bancas em 15 de janeiro de 2009 sob o comando do editor-chefe Miloš Jevtović, que veio da agência de notícias estatal Tanjug. Foi publicado por "Izdavačko preduzeće Novine Borba" usando o alfabeto latino. Em termos de conteúdo, o novo formato do jornal foi concebido como algo novo no mercado sérvio de mídia impressa, sem notícias e comunicados de imprensa com apenas análises dos eventos atuais, bem como tendências políticas e sociais em andamento. O editor-chefe inicial Jevtović foi logo substituído por Olivera Zekić. No entanto, o jornal vendeu mal (menos de 3.000 exemplares por dia), encerrando a publicação em outubro de 2009 após menos de um ano.

### Restabelecimento em 2020
Em 2020, a Borba voltou a publicar, como uma revista mensal dedicada à cultura, à arte e à promoção dos valores tradicionais e conservadores. Embora a revista tivesse apoio do governo e em 2021 completasse 99 anos, os ex-jornalistas e editores da Borba criticaram fortemente esta publicação. Radomir Ličina, que foi jornalista e editor de Borba de 1969 a 1994, disse que sentiu "nada além de repulsa pelas tentativas de se apropriar impiedosamente de algo que pertencia apenas a pessoas que por décadas defenderam e defenderam com devoção princípios jornalísticos claros e reconhecíveis e duradoiros e imutáveis valores cívicos e humanos mesmo nos momentos mais difíceis". 
Em fevereiro de 2022, tanto a recém-formada revista Borba quanto vários grupos diferentes de ex-jornalistas de Borba organizaram encontros comemorativos do 100º aniversário da primeira edição de Borba.